# توپ‌های فضایی
توپ‌های فضایی (به انگلیسی: Spaceballs) یک فیلم طنز در ژانر اپرای فضایی محصول سال ۱۹۸۷ ایالات متحده است که به‌طور مشترک به قلم، تهیه‌کنندگی و کارگردانی مل بروکس ساخته شده‌است. این فیلم در درجهٔ اول سه‌گانهٔ اصلی جنگ ستارگان را دستمایهٔ طنز قرار می‌دهد، اما به فرنچایزهای محبوب دیگری همچون پیشتازان فضا، بیگانه، جادوگر شهر اُز (فیلم ۱۹۳۹)، ۲۰۰۱: ادیسهٔ فضایی، سیارهٔ میمون‌ها و تبدیل‌شوندگان نیز طعنه می‌زند. در این فیلم، بیل پولمن، جان کندی و ریک مورانِس نقش‌های اصلی را ایفا می‌کنند و دفنه زونیگا، دیک ون پاتن، جورج واینر، لورین یارنل (با صداپیشگی جوآن ریورز) از جمله بازیگران مکمل هستند. مل بروکس علاوه بر کارگردانی، در دو نقش نیز ظاهر می‌شود و بازیگران ثابت آثار او همچون دام دلوئیز و رودی دلوکا نیز در نقش‌های کوتاهی حضور دارند.

در توپ‌های فضایی، مزدوری قهرمان به نام لون استار (پولمن) به‌همراه همکار بیگانه‌اش بارف (کندی)، شاهزاده وسپا (زونیگا) از سیارهٔ درویدیا و ربات خدمتکارش دات ماتریکس (یارنل با صدای ریورز) را از دست نیروهای اسپیس‌بال نجات می‌دهند. اسپیس‌بال‌ها، به رهبری رئیس‌جمهور اسکروب (بروکس)، قصد دارند وسپا را گروگان بگیرند تا از پدرش در ازای آزادی او هوای سیارهٔ درویدیا را مطالبه کنند. قهرمانان در این راه در ماهی بیابانی گرفتار می‌شوند، جایی که با پیر خردمندی به نام یوگرت (که نقش او را هم بروکس بازی می‌کند) آشنا می‌شوند. یوگرت به آن‌ها نیرویی متافیزیکی به نام «شْوارتز» را می‌آموزد. در همین حال، فرماندهان اسپیس‌بال، دارک هلمت (مورانس) و سرهنگ سندرز (واینر)، به دنبال آنان هستند اما ناشی‌گری‌های خودشان مانع موفقیت‌شان می‌شود.
این فیلم در ۲۴ ژوئن ۱۹۸۷ توسط شرکت مترو گلدوین مایر (MGM) منتشر شد. از ژوئن ۲۰۲۴، دنباله‌ای برای آن در مراحل اولیهٔ تولید قرار دارد.

## داستان
سیارهٔ اسپیس‌بال (توپ‌های فضایی)، به رهبری رئیس‌جمهور بی‌کفایت اسکروب، تمام هوای تازهٔ خود را مصرف کرده‌است. اسکروب قصد دارد با تهدید پادشاه رولند، کُد سپر محافظ اطراف سیارهٔ همسایه، درویدیا را بگیرد و هوای آن‌جا را بدزدد. در همین حال، شاهزاده وسپا برای فرار از ازدواج اجباری با شاهزادهٔ خواب‌آلود، والیوم، از درویدیا فرار می‌کند. کشتی فضایی اسپیس‌بال وان، به فرماندهی سرهنگ سندرز و با حضور دارک هلمت، برای ربودن وسپا و رباتش دات ماتریکس اعزام می‌شود.
لون استار (تک‌ستاره) و همراه نیمه‌انسان-نیمه‌سگش، بارف، در سفینه‌ای به نام ایگل ۵، از سوی رئیس تبه‌کار پیتزا دِ هات و روبات همراهش وینی تهدید می‌شوند که بدهی خود را بپردازند. رولند با لون استار تماس می‌گیرد و وعدهٔ پاداشی کلان برای بازگرداندن وسپا و دات می‌دهد. آن دو، وسپا و دات را نجات داده و با سرعت نوری می‌گریزند. دارک هلمت و سندرز با «سرعت خنده‌دار» تعقیب‌شان می‌کنند، اما بیش از حد جلو می‌زنند. سوخت ایگل ۵ تمام می‌شود و آن‌ها مجبور می‌شوند روی ماهی بیابانی فرود بیایند.
چهار فراری مدتی در بیابان سرگردان می‌شوند تا اینکه موجوداتی کوتاه‌قد با ردای درخشان به نام «دینک‌دینک‌ها» آن‌ها را یافته و به غاری پنهان می‌برند، جایی که یوگرت در آن‌جا زندگی می‌کند. یوگرت نخست کالاهای تبلیغاتی فرضی فیلم را معرفی می‌کند، سپس به لون استار راه و رسم استفاده از نیروی «شْوارتز» را می‌آموزد؛ نیرویی که دارک هلمت هم بدان دسترسی دارد. میان لون استار و وسپا علاقه‌ای شکل می‌گیرد، با وجود اینکه وسپا اصرار دارد تنها با شاهزاده ازدواج می‌کند. لون استار گردن‌آویزی با پیام رمزی به یوگرت نشان می‌دهد که هنگام نوزادی همراهش بوده‌است.
اسپیس‌بال‌ها با شکستن دیوار چهارم و تماشای نسخهٔ وی‌اچ‌اس فیلم، موقعیت ایگل ۵ را می‌یابند. دارک هلمت در هیئت پادشاه رولند، وسپا و دات را فریب داده و از غار بیرون می‌کشاند. یوگرت پیش از آن، حلقه‌ای به لون استار می‌دهد که با آن می‌تواند قدرت شْوارتز را مهار کند.
دارک هلمت با تهدید به بازگرداندن بینی عمل‌شدهٔ وسپا، کُد سپر را از رولند می‌گیرد و وسپا و دات را زندانی می‌کند. لون استار و بارف به زندان نفوذ کرده، آن‌ها را آزاد می‌کنند و در حالی‌که بدل‌هایشان دستگیر می‌شوند، چهار نفره با ایگل ۵ می‌گریزند. اسپیس‌بال وان به یک خدمتکار غول‌آسا به نام «مِگا-مِید» تبدیل می‌شود، سپر محافظ را باز کرده و با جاروبرقی هوای درویدیا را می‌مکد. لون استار با استفاده از نیروی شْوارتز جریان را برمی‌گرداند، هوا را بازمی‌گرداند و مردم درویدیا را نجات می‌دهد. سپس سفینه را به‌سوی سر مگا-مید هدایت می‌کند.
لون استار دکمهٔ خودتخریبی را می‌یابد، اما دارک هلمت وارد می‌شود و آن دو نبردی با «شمشیرهای نوری» متشکل از حلقه‌های شْوارتز درمی‌گیرند. دارک هلمت حلقهٔ لون استار را ربوده و به درون دریچه‌ای می‌اندازد. در این لحظه، یوگرت از راه دور به لون استار می‌گوید که قدرت در درون خود اوست نه در حلقه. لون استار با نیروی ذهنی آینه‌ای را بالا برده و شلیک دارک هلمت را به‌سوی خودش بازتاب می‌دهد، او را به دکمهٔ خودتخریبی می‌کوبد. لون استار به ایگل ۵ بازمی‌گردد و از منطقه می‌گریزد؛ اسکروب، هلمت و سندرز نمی‌توانند به موقع به کپسول‌های نجات برسند و درمی‌یابند که «دکمهٔ لغو عملیات» از کار افتاده‌است. مگا-مِید منفجر می‌شود.
لون استار و بارف در اخبار می‌بینند که پیتزا د هات درون لیموزین گیر افتاده و خودش را خورده‌است، و این بدهی آن‌ها را ملغی می‌کند. آن دو وسپا و دات را به رولند بازمی‌گردانند اما فقط هزینه‌های خود را دریافت می‌کنند. باقیماندهٔ مگا-مِید روی سیاره‌ای با میمون‌های هوشمند سقوط می‌کند که از دیدن اسپیس‌بال‌های سرگردان حیرت‌زده می‌شوند.
در یک رستوران، پس از ترسیدن از آواز یک آدم فضایی، لون استار و بارف پیامی نهایی از یوگرت را در یک  کلوچهٔ اقبال می‌یابند؛ یوگرت می‌گوید مدال لون استار نشان می‌دهد که او شاهزاده است و می‌تواند با وسپا ازدواج کند. آن دو درست هنگام مراسم ازدواج وسپا و والیوم به درویدیا بازمی‌گردند و لون استار با اعلام شاهزادگی خود با وسپا ازدواج می‌کند. فیلم با پرواز آن‌ها با ایگل ۵ پایان می‌یابد و پیامی روی صفحه ظاهر می‌شود: «باشد که شوارتز با شما باشد».

## بازیگران
- بیل پولمن
- جون کندی
- دافنه زونیگا
- جون ریورز
- مل بروکس
- ریک مورانیس
- دیک وان پاتن
- George Wyner
- Leslie Bevis
- مایکل وینسلو
- Lorene Yarnell
- جیم جی بولاک
- دام دی‌لوئیس
- جان هرت
- Sal Viscuso
- Ronny Graham
- Sandy Helberg
- استیون توبولوسکی
- دی یونگ
- ریک دوکومن
- تیم راس
- برندا استرانگ
- Thomas Meehan